# Haute définition
Pour les articles homonymes, voir HD.

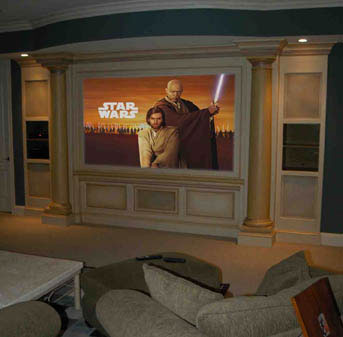
Écran de projection montrant une image de télévision à haute définition.

La haute définition (HD) désigne une classification de contenus (images, vidéo) et d'équipements de diffusion ayant une définition d'au moins 1280 par 720 pixels (720p). Elle est l'évolution du format SD (définition standard). Le terme HD s'étend à l'ensemble des techniques audiovisuelles numériques telles que le HDV (grand public), le HDCam, les écrans, la télévision (DVB-T, DVB-S, DVB-C), les supports disque Blu-ray, HD DVD, l'enregistrement multimédia sur disque dur, ainsi qu'au stockage de données informatiques. L'introduction de la Haute Définition marque une étape importante dans l'Histoire des techniques de télévision.

## Histoire
En 1944, René Barthélemy met au point un prototype de télévision haute définition à 819 lignes. Pendant les années d'occupation, Barthélemy atteint 1 015 et même 1 042 lignes. En 1948, le standard d'émission en 819 lignes est adopté le 20 novembre 1948 à la suite du décret Mitterrand : image positive et modulation d'amplitude, les émissions commencent dans cette définition à la fin de 1949. La France envisageait à l'époque de ne diffuser qu'une seule chaîne sur le réseau VHF et l'immense bande passante (14 MHz) nécessaire aux 819 lignes était suffisante. En 1949, l'Angleterre, après avoir choisi le 819 lignes français reste finalement sur le 405 lignes (4 MHz) afin de disposer de deux chaînes.
L'immense majorité des autres pays européens adoptent le 625 lignes (7 MHz) (le PAL) version 50 Hz européanisée du 525 lignes 60 Hz américain. Initialement, le SÉCAM de l'ingénieur Henri de France avait été conçu pour coloriser les 819 lignes, mais la bande passante nécessaire étant considérable (14 MHz), il a choisi le 625 lignes (8 MHz) pour la seconde chaîne, et c'est elle qui sera la première à être colorisée. Une des justifications de cette diminution de la définition de 819 lignes à 625 lignes est la possibilité d'être compatible avec les voisins européens. Cette compatibilité est abandonnée au moment du lancement de la couleur, en choisissant le SÉCAM au détriment du PAL. Toutefois, la norme 819 lignes aura été exploitée jusqu'en 1984, par la première chaîne historique ORTF devenue TF1, et même jusqu'en 1985, dans le sud de la France, par TMC.
La norme CCIR 625 lignes permet de coloriser la télévision européenne à moindre coût, à partir de 1965 (1967 en France). Dès lors, cette définition de 625 lignes est devenue la « définition standard » (ou SD) associée aux standards SÉCAM et PAL, la définition alternative étant le 525 lignes, principalement associée au standard couleurs NTSC.
Apparue dès la fin des années 1980 au Japon avec la norme analogique MUSE (en), la télévision HD a été exploitée au début des années 1990, toujours en analogique, par la norme européenne HD Mac au format image 16/9 et 1 250 lignes. Ces deux normes TVHD ont dû être exploitées exclusivement par satellite du fait de la grandeur de bande passante nécessaire aux signaux. À la même époque, plusieurs marques, dont Pioneer, Sony et Panasonic, mettent sur le marché japonais des lecteurs LaserDisc « Hi Vision ». Dans la foulée, une centaine de programmes seront commercialisés, dont 34 films ; les meilleurs résultats sont toutefois atteints par les documentaires directement filmés avec des caméras à haute définition, puis traités numériquement pour être adaptés à la norme MUSE. À la même époque, plusieurs magnétoscopes W-VHS sont également commercialisés au Japon par JVC.
Avec l'arrivée des normes numériques européennes, puis internationales Digital Video Broadcasting et MPEG, les premières expérimentations de télédiffusion HD numérique par satellite sont réalisées en Europe, à partir de 1996. La norme DVB exploitant les formats MPEG-2 est commercialement lancée par plusieurs ensembles de chaînes à péage par satellite, à partir de 1996, mais en basse définition. Ce n'est qu'avec l'introduction de la télévision numérique terrestre, à la fin des années 2000, au Japon, aux États-Unis puis en Europe, que le format MPEG-4, grâce à de meilleures performances que le MPEG-2, permet à ce que la HD soit captée via une antenne TV de type « râteau ».

### Avantages et nécessités d'évolution
Changer la définition des téléviseurs, des supports vidéo et des moyens de télédiffusion engendre des surcoûts, tant pour le consommateur que pour les diffuseurs et opérateurs techniques. La Haute Définition apporte certaines améliorations et avantages sur des plans distincts.

#### Progrès techniques
Les progrès réalisés en matière de compression numérique vidéo et de techniques de retransmission permettent la télédiffusion de chaînes de télévision en haute définition et procurent au grand public une qualité d'image vidéo très supérieure pour l'enregistrement, le stockage, le montage, et les effets spéciaux.
Pour le grand public, les écrans plats ont longtemps représenté un coût élevé, pour n'afficher qu'une définition maximum réelle de 625 lignes. À partir de 2005, les écrans portant le label HD Ready (label abandonné depuis) ont dû obligatoirement offrir une définition minimale de 720 lignes, soit deux fois plus de points que la télévision standard (SD). Toutefois, ces téléviseurs ne permettaient pas d'exploiter la pleine définition, sauf par l'adjonction à l'écran d'une source TVHD externe (récepteur satellite HD, xDSL TV HD, caméscope HD, etc.).
Les écrans au label Full HD (ou 1 080p) affichent une définition maximale de 1 080 lignes (soit 1 920 × 1 080 pixels rapport 16/9), soit cinq fois plus de points que la télévision standard (SD).
Les technologies d'affichage HD 1080p concernent les moniteurs informatiques, les téléviseurs, les rétroprojecteurs et les vidéoprojecteurs :
- Tube cathodique ou CRT (technologie progressivement abandonnée), les plus grands écrans pour le grand public font environ 32 pouces.
- DLP/DMD rétro et vidéoprojecteurs à trois matrices de micro-miroirs ou une matrice de micro-miroirs et une roue chromatique. (La technologie à une seule matrice tombe en désuétude, car la rémanence rétinienne provoque de désagréables effets d'arc en ciel chez certains usagers)
- LCD, moniteurs anciennement privilégiés pour les tailles inférieures à 40 pouces, leurs performances s'accroissent et sont depuis 2009 au grand public, de tailles supérieures à celles des premières générations de moniteurs au plasma. Un LCD de 65 pouces est commercialisé à partir du 24 mars 2006 au Japon[3]. Un 70 pouces est commercialisé en 2007[4]. L'écran 65 pouces le plus fin commercialisé en avril 2010 mesure 3,1 cm d'épaisseur[5]. L'écran 108 pouces est commercialisé à partir de fin juin 2008 à environ 66 400 euros.
- Tri LCD (rétro et vidéoprojecteurs, la lumière traverse trois panneaux : rouge, bleu et vert)
- Plasma progressivement abandonnée pour les petites tailles : ces moniteurs sont essentiellement privilégiés pour les tailles supérieures à 40 pouces, moins coûteux à taille équivalente aux écrans LCD[6],[7], ils ont plus de contraste que les LCD, mais une image fixe trop longue abîme l'écran et consomme plus d'énergie que l'écran LCD. L'écran 102 pouces est présenté lors du CES 2005[8]. L'écran 3D 152 pouces d'environ 9 millions de points est présenté lors du CES 2010[9].
- SED/FED (technologie se rapprochant du CRT), de Canon et Toshiba (rétro et vidéoprojecteurs, abandonnée).
- OLED, le premier téléviseur de Sony « XEL-1 » fait 11 pouces[10] avec 960 × 540 points[10]. Il a 3 mm d'épaisseur, a un taux de contraste de 1 000 000 : 1[10]. La production du modèle « XEL-1 » est stoppé depuis début 2010. L'XEL-1 est commercialisé à partir de décembre 2007[11] au Japon à environ 1 225 euros[11], commercialisé à partir de début janvier 2008 aux États-Unis à 2 500 dollars[12], commercialisé à partir de décembre 2008 à environ 4 000 euros en France[10]. Un 31 pouces[13] est présenté début mars 2008 au CeBIT.
- SXRD de Sony (rétro et vidéoprojecteurs, la lumière se reflète sur trois panneaux LCD, rouge, bleu et vert ; ils représentent le haut de gamme de la vidéoprojection grand public).
- D-ILA / LCOS de JVC (rétro et vidéoprojecteurs, c'est une technologie proche de la précédente).

La valeur « 1 080 » représente le nombre réellement exploitable de lignes pour afficher une image vidéo sur un écran ou en projection. Le standard 1 125 lignes est ainsi à la transmission numérique.

#### Formats haute définition

Résolution.

Chaque norme TVHD peut exploiter une variante d'affichage conforme aux standards vidéo historiques analogiques ; le 50 Hz (conforme aux 25 images par seconde PAL ou SÉCAM) et le 60 Hz (conforme aux 30 images par seconde NTSC).
Au début des années 2010, l'Europe s'oriente vers deux normes principales :
- Définition 1 080 lignes de 1 920 points en affichage entrelacé (1 080i)
- Définition 720 lignes de 1 280 points en affichage progressif (720p)

Les principaux formats d'image Haute Définition exploités dans le monde sont :
- HD 720p : 1 280 × 720 à 50 et 60 Hz en progressif (environ 0,9 mégapixel pour une image)
- FHD (2K) 1080i : 1 920 × 1 080 à 50 et 60 Hz en entrelacé (environ 2 mégapixels pour une image)
- FHD (2K) 1080p : 1 920 × 1 080 en 50 et 60 Hz en progressif (environ 2 mégapixels pour une image)
- UHD (4K) 2160p : 4 096 × 2 160 en progressif (environ 8,8 mégapixels pour une image)

Cependant, un mode intermédiaire voit le jour sous l'impulsion des diffuseurs, il s'agit du format 1080i dégradé en 1 440 × 1 080 entrelacé à 50 hertz. Jusqu'en juin 2011, TDF émettait les programmes de la TNT HD dans ce mode. Depuis l'amélioration des techniques de compression (MPEG4) a permis de passer avantageusement au 1 920 × 1 080 en conservant la même bande passante (trois chaines sur 8 MHz DVB-T ⇒ 24 Mbit). La plupart des opérateurs ADSL diffusent en 1.080i dégradé pour permettre à un maximum d'utilisateurs d'accéder à la très haute définition.
Les autres diffuseurs européens (et Numericable en France) ne pratiquent pas (ou rarement) cette amputation de près de 518 000 pixels (480 × 1 080) et la différence de qualité avec le standard HD peut s'apprécier notablement sur des tailles supérieures ou égales à un mètre de diagonale car elle conduit à la formation de points rectangulaires que le téléviseur doit mettre à l'échelle (extrapolation) pour retrouver les points carrés de la norme 1 920 × 1 080. Ceci conduit aussi à accentuer les phénomènes de saccades dans les mouvements ou l'apparition de traînages en plus de la perte de définition souvent accentuée par la présence de filtres avant la compression/diffusion ou mis en service par défaut sur les téléviseurs.

#### Très haute définition
En 2010, au CES de Las Vegas, les premiers écrans et vidéoprojecteurs Très Haute Définition (2K) font leur apparition dans les salons d’électronique, cette définition était jusque-là réservée au cinéma. Les premiers téléviseur Quad HD stéréoscopique sortent en Europe en décembre 2011, avec notamment un écran Toshiba qui coûte alors 8 000 euros.
À l'automne 2011, le processeur Samsung Exynos 5250 (architecture ARM Cortex A15) à destination des tablettes, sorti en échantillon pour les développeurs et qui devrait sortir en masse dans la première moitié de 2012, permet de convertir en QFHD (4K2K) à 30 images par seconde. Le processeur vidéo CedarX d'AllWinner Technology permettent également de décoder ce format, ainsi que le MT5396 de MediaTek, permettant de le décoder à 120 Hz.
- FHD (Full High Definition), nommé abusivement 2K, à 1 920 × 1 080p, au rapport large 16/9. C'est 1,78 fois plus de pixels que la Haute Définition (norme numérique TV H.D. à 1 280 × 720p, proche du 1K ⅓).
- UWFHD (UltraWide Full High Definition) à 2 560 × 1 080p. Les anglophones utilisent le terme « Wide » signifiant « Large » pour élargir le rapport « large 16/9 » (1,78:1) au rapport « panoramique 21/9 » (2,33:1).
- QHD (Quad High Definition), nommé à tort 4K, à 2 560 × 1 440p 16/9. C'est quatre fois plus de pixels (d'où l'appellation Quadruple) que la norme numérique TV H.D. à 1 280 × 720p.
- UWQHD (UltraWide Quad High Definition) à 3 440 × 1 440p. Rapport panoramique 21/9. « uuwQHD » à 5 120 × 1 440, rapport 32/9.
- UHD ou UHD-1 (Ultra Haute Définition) nommé abusivement 4K, à 3 840 × 2 160 pixels, 16/9. C'est 4 fois plus de pixels que la Très Haute Définition 1080p (proche du Cinéma 2K à 2 048 × 1 080).
- UWUHD (UltraWide Ultra Haute Définition) ou WUHD à 5 040 × 2 160p. Rapport panoramique 21/9. « 5K uw » à 5 120 × 2 160, rapport 64/27.
- FUHD ou UHD-2 (Full Ultra Haute Définition) nommé abusivement 8K, à 7 680 × 4 320p 16/9. C'est quatre fois plus de pixels que l'Ultra Haute Définition 2160p (proche du Cinéma 4K à 4 096 × 2 160).
- UWFUHD (UltraWide Full Ultra Haute Définition) ou WFUHD à 10 080 × 4 320p. Rapport panoramique 21/9.
- HHD ou UHD-3 (Hyper Haute Définition) nommé abusivement 16K, à 15 360 × 8 640p 16/9. C'est quatre fois plus de pixels que l'UHD-2 à 4 320p (proche du Cinéma 8K à 8 192 × 4 320).

Remarque : Dans les années 1950, le rapport « carré » de référence de la TV Analogique est 4/3 (1,33:1). Pour des raisons de concurrence, la salle de cinéma a alors projeté au rapport large de 5/3 (1,67:1) et au rapport panoramique de 2,39:1 (procédé anamorphique d'Henri Chrétien). Pour combler l'écart, au début des années 2010, le rapport large de référence de la TV Numérique est (4/3)² soit 16/9 (1,78:1) Wide. Un nouveau rapport de référence de la TV est apparu à la fin des années 2010, le panoramique (4 + 3)/3 = 7/3 = 21/9 (2,33:1) UltraWide. Ces moniteurs panoramiques étant généralement de plus de 34″ de diagonale (résolution de 109 points/pouce), ils sont légèrement incurvés afin de diminuer l'écart entre la distance du centre aux yeux et la distance des coins aux yeux. Des moniteurs incurvés de 49″ sont aussi commercialisés en QHD double 16/9 à 5120 × 1440p, rapport 32/9.

#### Dimension des écrans
En considérant que le pouvoir séparateur de l'œil est de une minute d'arc (0°01′), la distance idéale pour regarder un téléviseur classique 4/3 (576 lignes et 720 pixels par ligne) est d'environ quatre fois la diagonale de l'écran (soit une distance de 2 mètres pour un téléviseur de 50 centimètres de diagonale) ; pour un 16/9, la distance idéale est d'environ trois fois la diagonale.
En 2009, de nombreux téléviseurs pour le grand public dépassent le mètre de diagonale. La surface d'affichage plus importante par rapport au tube cathodique s'accompagne d'une hausse du nombre de points afin de percevoir une image de qualité.
La résolution d'un écran 1 920 × 1 080 px de 69 pouces est la même qu'un écran 768 × 576 px de 30 pouces.

#### Diffusion en France
- Depuis juin 2005, Canal+ diffuse un programme démo HD qui est devenu une offre régulière depuis 2006.
- Depuis début 2006, TPS diffuse des programmes HD sur les chaînes TPS Star (en permanence), TF1 et M6 (ponctuellement).
- L'opérateur de satellites Astra diffuse aussi un canal de démonstration HD.
- Le satellite Hot-Bird diffuse un programme test du HD Forum, consortium de firmes autour du concept HD.
- La TNT HD émet onze chaînes en haute-définition (dont une semi-gratuite) depuis le 12 décembre 2012, dont les cinq premières lancées le 30 octobre 2008.
- Depuis avril 2016, la TNT HD se généralise à la norme MPEG4 qui permet de diffuser une grande majorité des chaînes existantes en HD. Cependant le manque de fréquences et la norme de diffusion ne permettent pas d'exploiter la haute définition avec des débits dignes de la certification HD.

#### Qualité de l'image du support
Sur internet en 2009, se trouvent de nombreux petits films, des bandes annonces, au format MPEG-4 ou aux formats dérivés : DivX, ou Windows Media Video HD. La compression élevée de ces formats permet d'obtenir de la vidéo de qualité moyenne. Les vidéos 1 280 × 720 ont en juillet 2009 sur YouTube un débit moyen de 2,11 Mbit/s à 2,25. En février 2010, les vidéos « 1080p » sur YouTube ont un débit moyen de 3,5 Mbit/s à 4,2 Mbit/s.
En 2009, SFR diffuse quelques chaines en 1 280 × 720 pixels par internet à l'aide d'un décodeur TV. La qualité est bonne grâce à une compression moyenne. En effet, le débit du 1 280 × 720 est de 6,1 Mbit/s. Le débit standard du MPEG-2 utilisé pour les DVD (768 × 576) est de 5,22 Mbit/s soit 120 minutes pour 4,70 Go.
Le Blu-ray à la vitesse « 1× » a un débit de 36 Mbit/s, ce qui permet d'obtenir une très bonne qualité en 1 920 × 1 080 pixels.

### Cas des pellicules de cinéma
Les pellicules cinématographiques comme le format 35 mm ou 70 mm, quand elles sont scannées en numérique, peuvent donner selon leurs états un « équivalent » de définition 2K, 4K, voire plus.
Ce qui fait que les vidéos ayant été enregistrées dans ce format c'est-à-dire la plupart des films de cinéma du XXe siècle mais aussi certaines séries TV, des documentaires, des concerts, spectacles, etc. ont indirectement été enregistrés dans des hautes définitions.

## Principes techniques
Les spécificités de la HD nécessitent une définition de l'image vidéo supérieure (d'un facteur de deux au minimum) à celle de la référence dite « SD » (pour Standard Definition). La SD présente une définition (en mode PAL) de 720 points en base par 576 points en hauteur, notée en abrégé 720 × 576.
Les industriels considèrent qu'un équipement vidéo peut être qualifié HD dès lors qu'il traite ou exploite un signal vidéo dont la définition verticale (nombre de lignes) est supérieure à 720 points. La HD nécessite des capacités techniques plus évoluées, à cause du flux et du volume bien plus importants des données à traiter, et de leur codage plus complexe (HDV, AVCHD). Par exemple, un film DVD avec une définition de 576 lignes (codage MPEG-2 PAL) exploite un volume moyen de 4 à 8 Go, alors qu'en Haute Définition, le même film, d'une définition plus que doublée, exploitera des fichiers pouvant atteindre 9 à 50 Go à la norme MPEG-4, selon le taux de compression appliqué. La haute définition nécessite un écran compatible avec celle-ci.

## Caractéristiques

### Définitions
Le p signifie « progressif » (progressive en anglais), le i signifie « entrelacé » (interlaced en anglais).
- 1080p : 1 920 × 1 080 (HD)
- 1080i : 1 920 × 1 080 (HD)
- 720p : 1 280 × 720 (HD)
- 480p ou 576p : 720 × 480 ou 720 × 576 (appelé ED - Enhanced Definition)
- 576i : 720 × 576 (appelé SD, sous PAL ou SECAM)
- 480i : 720 × 480 (appelé SD, sous NTSC)

### Vitesses
Les cadences d'images peuvent être en mode progressif (p) ou entrelacé (i) ; le mode entrelacé est issu historiquement de la diffusion d'images destinées aux tube cathodiques, et permet de donner l'impression visuelle d'une grande fluidité dans le mouvement tout en contenant le débit. Le progressif, lui, offre une pleine définition de l'image.
Il existe ensuite en HD plusieurs vitesses de défilement d'images :
- 24p : 23,976 images pleines par seconde, dans l'industrie du cinéma ;
- 25p : 25 images pleines par seconde, pour les normes de télévision PAL et SÉCAM, principalement en Europe ;
- 30p : 29,97 images pleines par seconde, la norme de télévision NTSC, principalement aux États-Unis et au Japon ;
- 50i : 50 demi-images par seconde, pour la norme PAL[20] ;
- 60i : 59,94 demi-images par seconde, pour la norme de télévision « NTSC[20] ».

Depuis la mise à jour[Quand ?] de l'AVCHD en 2.0, les cadences 50p et 60p ont doublé le nombre d'images pleines par seconde pour améliorer la fluidité.

### Connectiques
Plusieurs types de connectiques permettent de transmettre des signaux HD. Le principal type de câbles utilisé est le HDMI. Malgré quelques problèmes d'incompatibilité à l'époque des premières normes (1.1, 1.3…), ces soucis sont ensuite résolus et ce port est standardisé et généralisé en 2007. Utilisant un signal numérique similaire au DVI (il existe des adaptateurs DVI/HDMI), le HDMI transporte en plus le son, en 5.1. voire en 7.1. Le HDMI supporte le HDCP. Le HDMI livre une qualité d'image théoriquement sans perte.
La deuxième connexion la plus utilisée pour véhiculer des signaux HD est le signal Vidéo composante. La liaison composante est analogique, mais livre une image d'excellente qualité, visuellement équivalente à la connexion HDMI. La liaison composante est composée de trois câbles (bleu, rouge, vert), qui servent uniquement à transporter le signal vidéo (deux câbles pour les signaux de chrominance B-Y et R-Y, un câble pour le signal de luminance en noir et blanc) : le son n'est pas transporté et doit être transmis autrement (par sortie optique par exemple). Le composante est à différencier du composite RCA (rouge, blanc, jaune) qui, lui, transporte des signaux SD analogiques avec un son stéréo.
Les signaux HD peuvent être transmis par câble FireWire, entre un caméscope (notamment HDV) et l'ordinateur. Le HDMI n'est pas recommandé pour l'acquisition de vidéo HD sur un ordinateur car contrairement au FireWire, il ne transmet pas les signaux de contrôle à distance du caméscope (démarrage et arrêt, marche arrière), fonction utilisée par tous les logiciels de montage.

### Transmission sans fil
Plusieurs constructeurs sont engagés dans une « guerre des normes », où chaque groupement veut imposer sa technologie pour permettre la transmission de flux vidéo en Haute Définition sans fil. Ces technologies concurrentes sont : WirelessHD (soutenu par Intel, Panasonic, LG Electronics, NEC, Toshiba, Samsung et Sony), WHDI (en) (soutenu par Broadcom, Hitachi, Motorola, Samsung, et Sharp), WiGig (soutenu par Broadcom, Cisco, Dell, Intel, Microsoft, NEC, Nvidia, Nokia et Samsung), UWB, Wireless HDMI (en), et Wi-Fi 802.11n.

## Logos
Fin 2008, les fabricants se plient à la décision de l'EICTA. Depuis le 1er décembre 2008, en raison d'une grande confusion, les logos « HD Ready », « HD Ready 1080p » et « Full HD » sont définitivement abandonnés et doivent être supprimés des références commerciales. Subsistent les logos HD TV et HD TV 1080p.

## Modes
Les dalles 1 920 × 1 080 pixels furent appelées un temps Full HD et ont la compatibilité 1080p dès lors par simplification marketing le 1080p fut appelé Full HD.
1080~50i, 1080–25p/50p et 720–50p/25p délivrent de 103 à 24 millions de points par seconde :

- 1 920 × 1 080 × 50 ≈ 103 000 000 points par seconde ;
- 1 920 × 1 080 × 25 = 51 840 000 points par seconde ;
- 1 920 × 540 × 50 = 51 840 000 points par seconde ;
- 1 280 × 720 × 50 = 46 080 000 points par seconde ;
- 1 280 × 720 × 25 = 23 040 000 points par seconde.

Les dalles LCD/Plasma n'ont qu'une restitution progressive ; quel que soit le signal, elles vont afficher du P, en 1 920 × 1 080 pour les Full HD et en 1366 × 768 (ou autre) pour les dalles HD Ready. Il y a cinq fois plus de points par seconde qu'en SD PAL 720 × 288 × 50 = 10 368 000 pixels par seconde. Tous ces modes sont donc vraiment HD. Les termes HD Ready et Full HD concernent donc les écrans et non pas les différentes définitions HD.

### Caractéristiques des modes HD
Le 1 080 / 50i est le plus polyvalent de tous les modes HD, tous ont leurs raisons d'exister :
|             | Définition | Mode       | Fluidité | Stabilité |
| ----------- | ---------- | ---------- | -------- | --------- |
| 1 080 / 50i | Haute      | Entrelacé  | Haute    | Moyenne   |
| 1 080 / 24p | Haute      | Progressif | Moyenne  | Haute     |
| 720 / 50p   | Moyenne    | Progressif | Haute    | Haute     |

### Mode de fonctionnement

#### Depuis une source progressive
Le film est légèrement accéléré pour passer de 24 à 25 images par seconde (un film cinéma de 2 h durera 1 h 56). On appelle ça un Télécinéma 2:2 pulldown. Dans le cas d'une diffusion en 1 080i (ou 1 080 50i), chaque image est coupée en deux parties (entrelacées). Puis, chacune de ces demi-images est envoyée tous les 1/50 de seconde ; le téléviseur va attendre que les deux parties de l'image arrivent puis va reconstituer l'image. Dans ce cas précis le résultat sur une dalle LCD / plasma du 1.080i50 est strictement identique au 1 080p25. On appelle cela du PsF (1.080PsF). Cependant, il n'y a pas que la fréquence et la définition à prendre en compte, mais également la compression de données. Ainsi, un film de cinéma converti sur Blu-ray (BD) en 1 080p24 est bien supérieur en qualité à sa diffusion en TNT HD, parce que cette dernière (utilisant le même codec que le BD) utilise un codage avec un débit de 8 Mb/s par exemple en France, à comparer aux 23 Mb/s standard du BD (voire 40 Mb/s sur certains disques). De plus sur Blu-ray, contrairement à de la TVHD, la conversion n'est pas à effectuer en temps réel et les techniciens peuvent affiner la compression plan par plan.
Conclusion : le 1 080p est dans ce cas supérieur au 1 080i du fait d'une moindre compression sur le support qui l'emploie (BD / HD DVD vs TNT HD, câble, satellite). Néanmoins, du 1 080i codé au même bitrate aurait les mêmes résultats visuels. C'est un raccourci marketing visant à faire comprendre que le Blu-ray a une image réellement supérieure à la TNT HD.
Le 1 080 / 60i :
En zone NTSC tout est bien plus complexe, on applique[style à revoir] un Télécinéma 2:3 pulldown. On a 23,976 images par seconde dont 2 / 5 sont composées de trames d'images différentes. Par exemple, pour quatre images cinéma consécutives (numérotées de 1 à 4), sera transmise une séquence de ce type : 1i - 1p - 2i - 2p - 2i - 3p - 3i - 4p - 4i - 4p. Si l'on regroupe chaque couple trame impaire / trame paire, nous obtenons[style à revoir] cinq images entrelacées : (1i-1p) (2i-2p) (2i-3p) (3i-4p) (4i-4p)
Trois trames représentent des images, les deux autres représentent deux moitiés d'image différentes ce qui devrait poser un problème sur les LCD à affichage progressif. Néanmoins la plupart sont capables d'extraire les quatre images originales de cette série d'images et de les restituer alors à la cadence de 23,976 images par seconde très proches de la cadence cinéma.

#### Depuis une image nécessitant une plus grande fluidité
Les 50 images par seconde 1920 × 540 (1920 points, 540 lignes d'une demi image ; 50 trames ou 25 images) ou 1280 × 720 vont être redimensionnées pour donner du 1920 × 1080 sur une dalle Full HD (1366 × 768 sur une dalle HD Ready). Les meilleurs téléviseurs vont se servir des images précédentes et suivantes pour fournir du détail supplémentaire. Les moins bons téléviseurs vont simplement redimensionner image par image (n'ajoutant alors pas de détail).
Au niveau de la fluidité, on a 50 images par seconde (ce qui est important en cas notamment de retransmission sportive). Dans ce cas là d'ailleurs, le 720 / 50p donne de meilleurs résultats visuels ne subissant pas d'artéfact de désentrelacement. Une source 1080 / 50p aurait une définition deux fois plus élevée que le 1080 / 50i. Ce format est depuis la mise à jour de l'AVCHD disponible sur de nombreux caméscopes et appareil photos grand public, et le Blu-ray désormais capable de le supporter.